# James Carew
James Carew (5 de fevereiro de 1876 – 4 de abril de 1938) foi um ator norte-americano que atuou em muitos filmes, principalmente na Grã-Bretanha.
Em 1905, Carew mudou-se para a Inglaterra, onde continuou sua carreira de palco, começando no Lyric Theatre, em Londres, mais tarde, trabalhando em duas peças com Shakespearean atriz Ellen Terry, umas das atrizes britânicas mais conhecidas e notáveis da época. Em 1907, casou-se com Terry. O casal divorciou-se em 1910.
Carew fez sua estreia em 1917, quando ele atuou no filme Profit and the Loss. Ele continuou a ter papéis principais em filmes até sua morte em 1938.

## Filmografia selecionada
- Justice (1917)
- Victory and Peace (1918)
- The Kinsman (1919)
- You Must Get Married (1936)
- Treachery on the High Seas (1936)
- Murder at the Cabaret (1937)
- Midnight at Madame Tussaud's (1936)
- Strange Experiment (1937)
- Thunder in the City (1937)
- Knight Without Armour (1937)
- Rhythm Racketeer (1937)
- Jericho (1937)
- Glamour Girl (1938)